# Psilacron hidalgoa
Psilacron hidalgoa är en fjärilsart som beskrevs av Dyar 1917. Psilacron hidalgoa ingår i släktet Psilacron och familjen tandspinnare. Inga underarter finns listade.